# 2-deossi-D-gluconato 3-deidrogenasi
La 2-deossi-D-gluconato 3-deidrogenasi è un enzima appartenente alla classe delle ossidoreduttasi, che catalizza la seguente reazione:
2-deossi-D-gluconato + NAD+ ⇄ 3-deidro-2-deossi-D-gluconato + NADH + H+